# Susanne Grainger
Susanne Grainger, född 30 december 1990 i London, Ontario, är en kanadensisk roddare.

## Karriär
Grainger var en del av Kanadas lag som slutade på femte plats i åtta med styrman vid olympiska sommarspelen 2016 i Rio de Janeiro.
Vid olympiska sommarspelen 2020 i Tokyo, som arrangerades 2021, var Grainger en del av Kanadas lag som tog guld i åtta med styrman.